# Avión

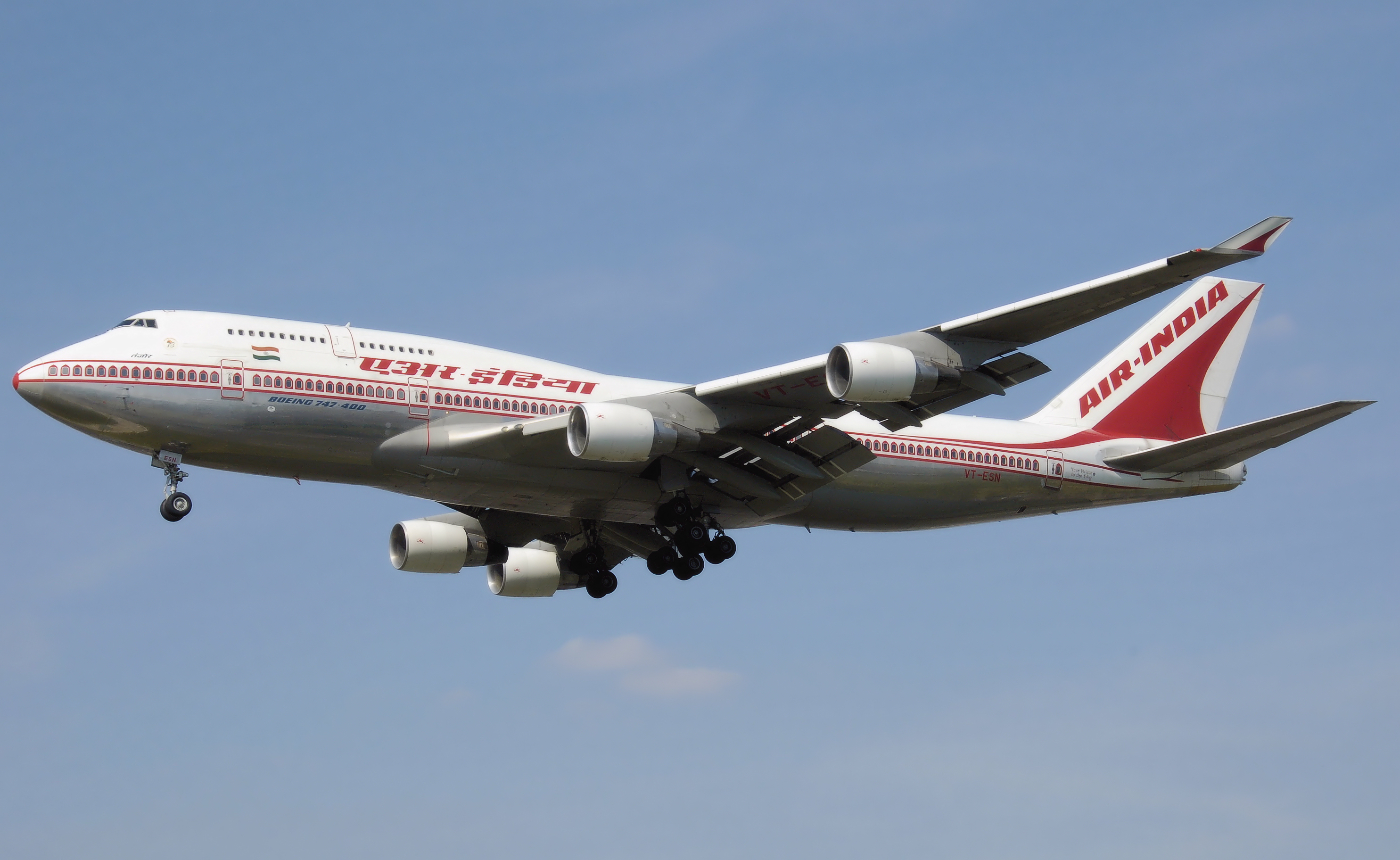
Un Boeing 747, comúnmente llamado «Jumbo», de la compañía Air India, avión de pasajeros más grande del mundo hasta el 2007, cuando fue ingresado el Airbus A380.

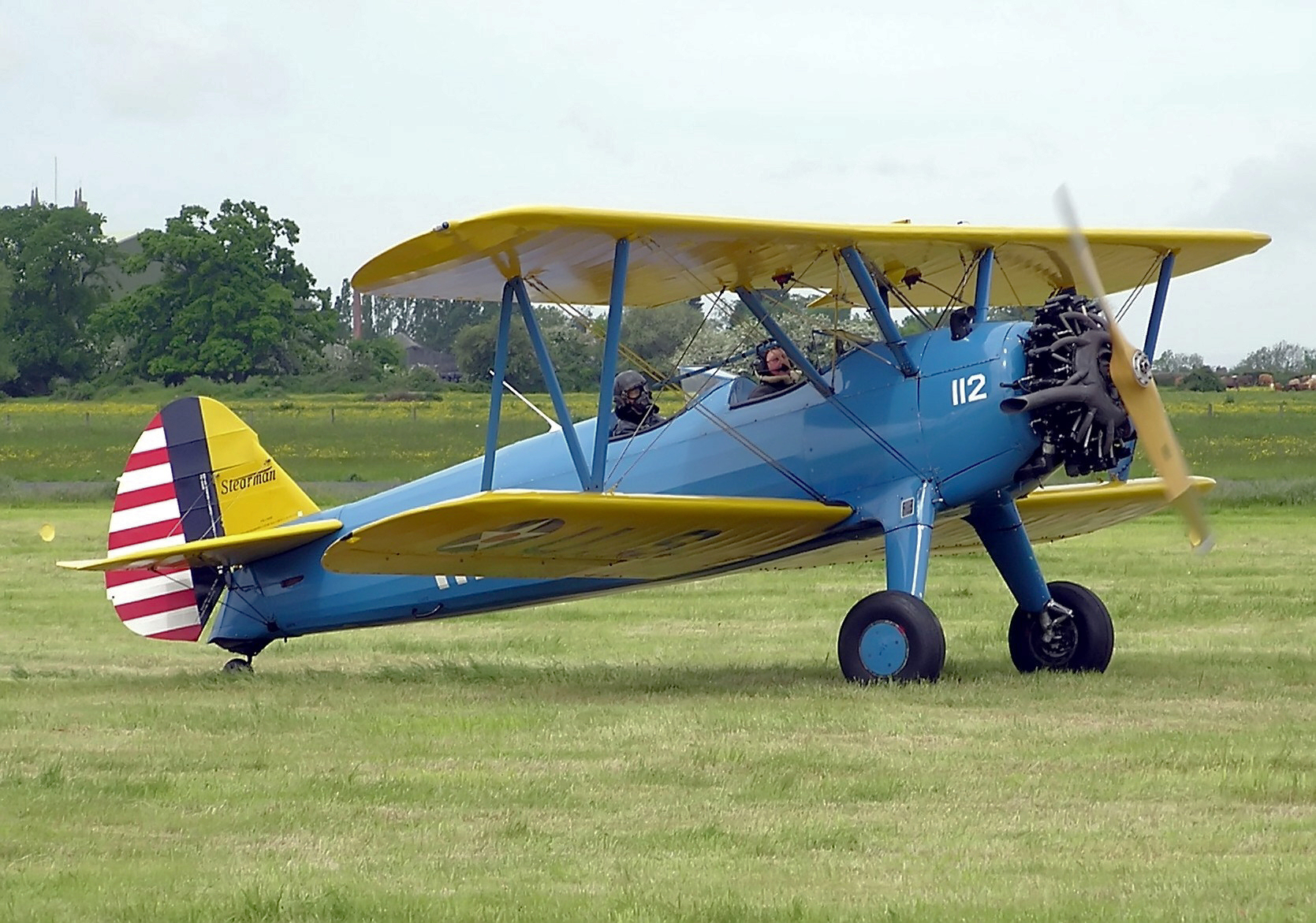
Biplano Boeing-Stearman Modelo 75.

Un avión (del francés avion y este como forma aumentativa del latín avis, ave), también denominado aeroplano (del francés aéroplane), es un aerodino de ala fija, o aeronave con mayor densidad que el aire, dotado de alas y un espacio de carga, y capaz de volar impulsado por uno o más motores. Los aeroplanos incluyen a los monoplanos, los biplanos y los triplanos. Los aeroplanos sin motor se denominan planeadores o veleros, y han sido usados desde los inicios de la aviación, para la llamada aviación deportiva, e incluso para el transporte de tropas durante la Segunda Guerra Mundial.
Según la definición de la AERO, es un «aerodino propulsado por motor, que debe su sustentación en vuelo principalmente a reacciones aerodinámicas ejercidas sobre superficies que permanecen fijas en determinadas condiciones de vuelo».
Pueden clasificarse por su uso como aviones civiles (que pueden ser de carga, transporte de pasajeros, entrenamiento, sanitarios, contra incendios, privados, etc.) y aviones militares (carga, transporte de tropas, cazas, bombarderos, de reconocimiento o espías, de reabastecimiento en vuelo, etc.).
También pueden clasificarse en función de su planta motriz: aviones propulsados por motores a pistón, motores a reacción (turborreactor, turborreactor de doble flujo, turbohélice, etc.) o propulsores (cohetes).
Su principio de funcionamiento se basa en la fuerza aerodinámica que se genera sobre las alas, en sentido ascendente, llamada sustentación. Esta se origina por la diferencia de presiones entre la parte superior e inferior del ala, producida por la forma del perfil alar.

## Historia

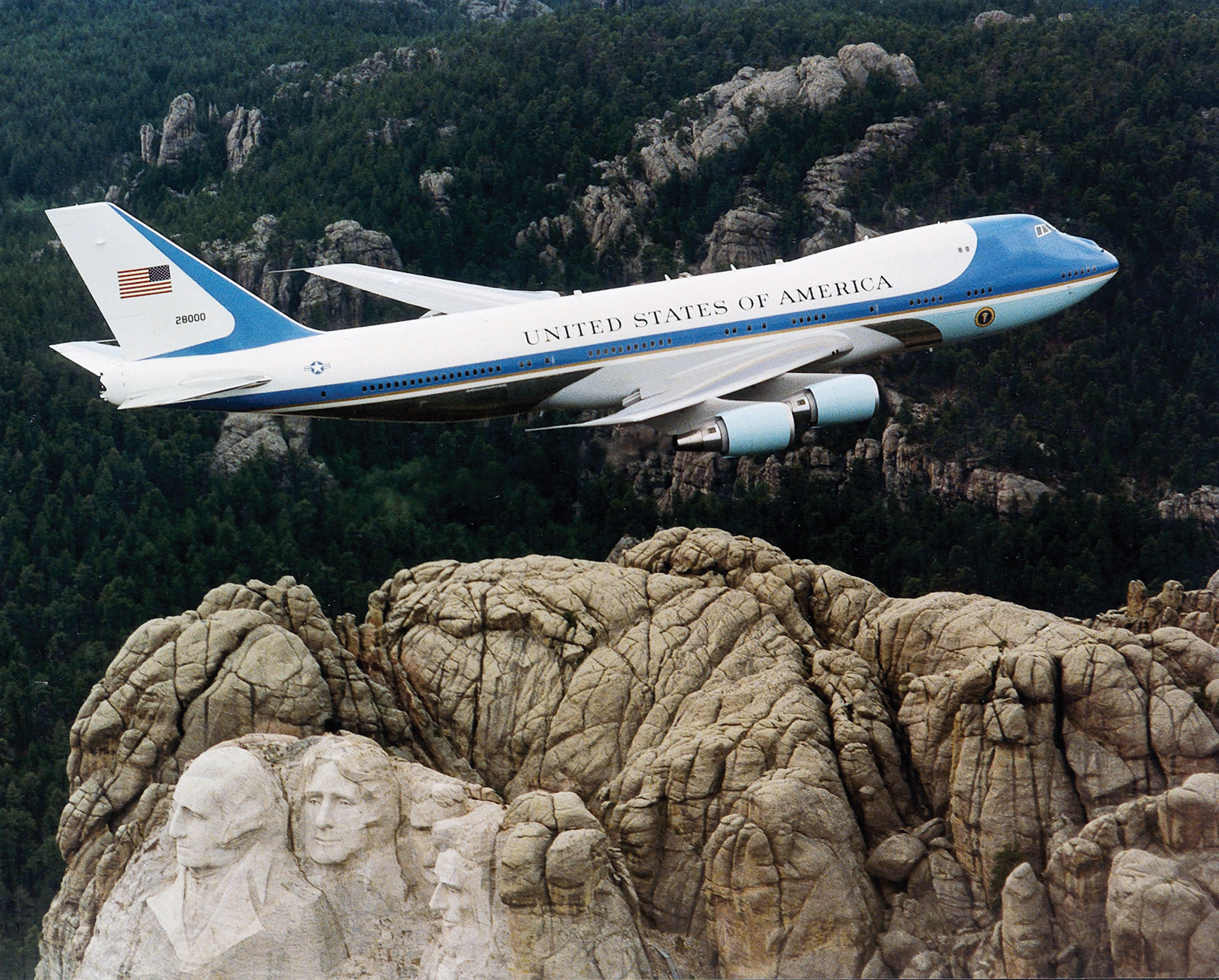
Air Force One sobrevolando el monte Rushmore.

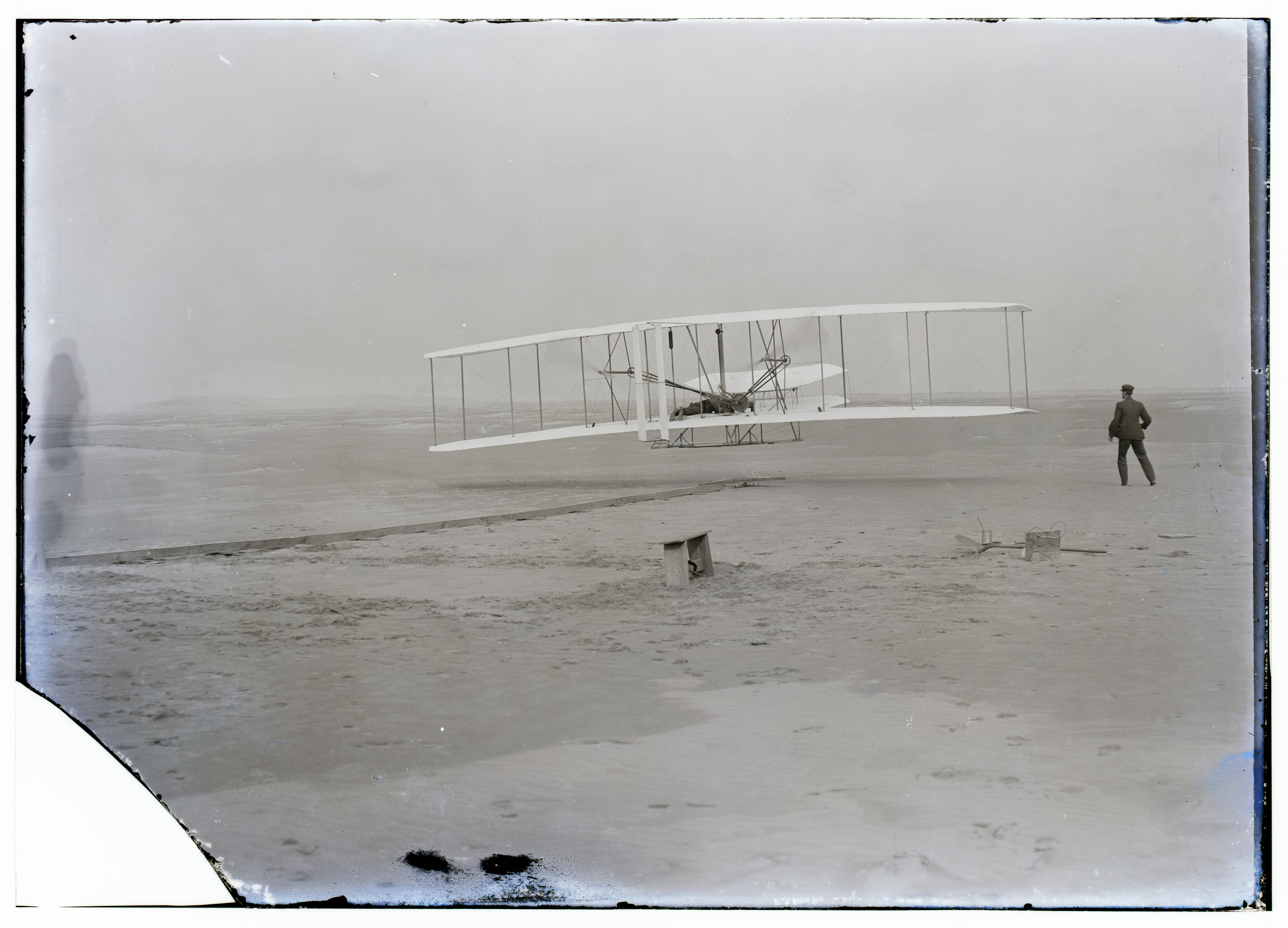
Vuelo de los hermanos Wright en 1903

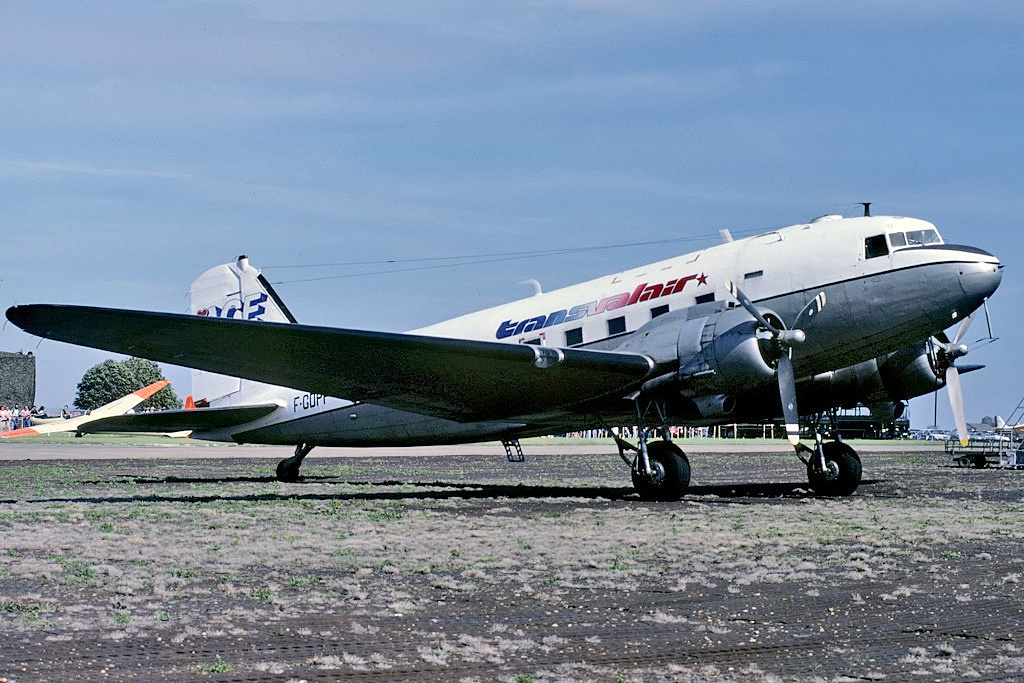
Douglas DC-3 de 1935, uno de los aviones más producidos.

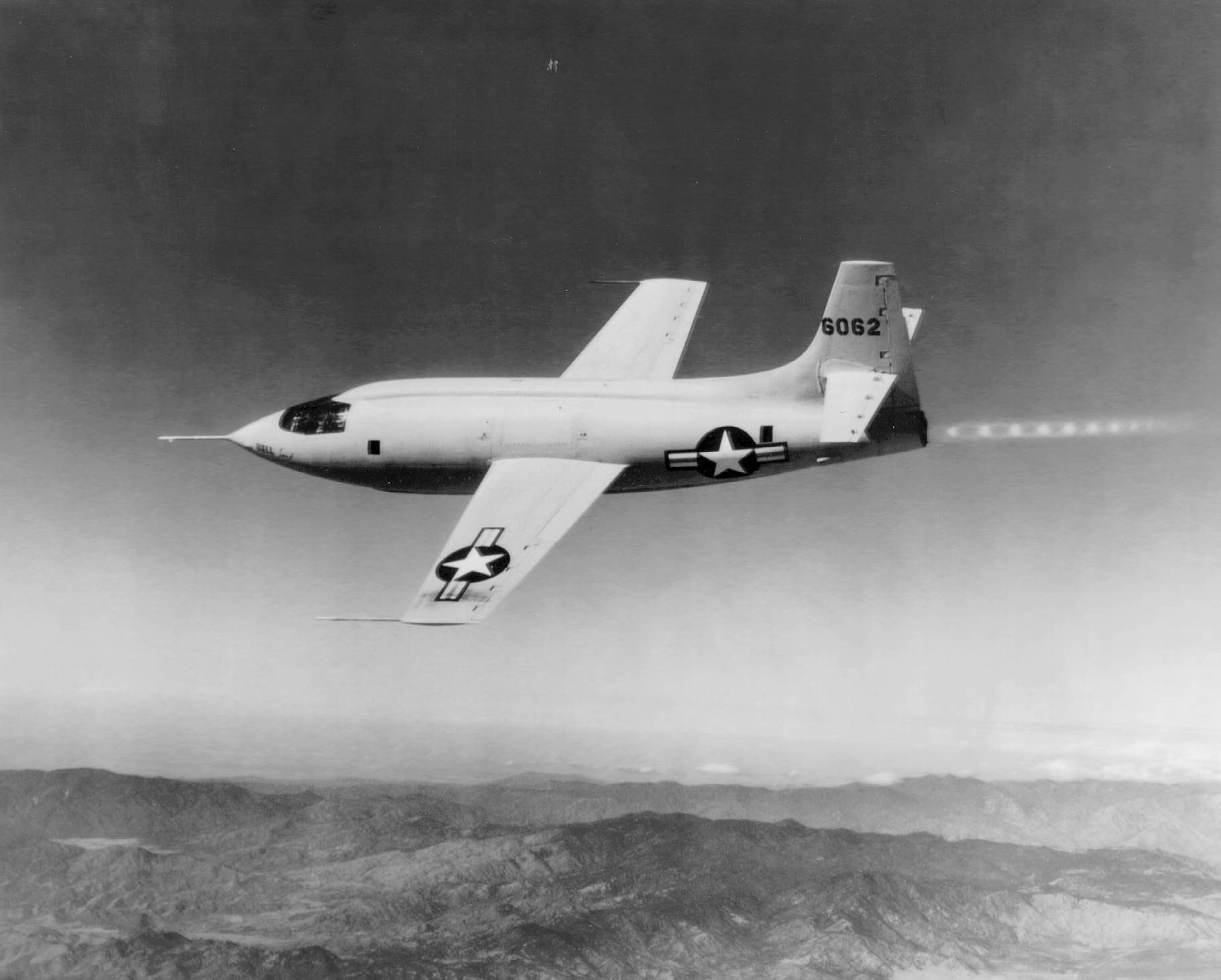
Bell X-1 de 1947, el primer avión supersónico.

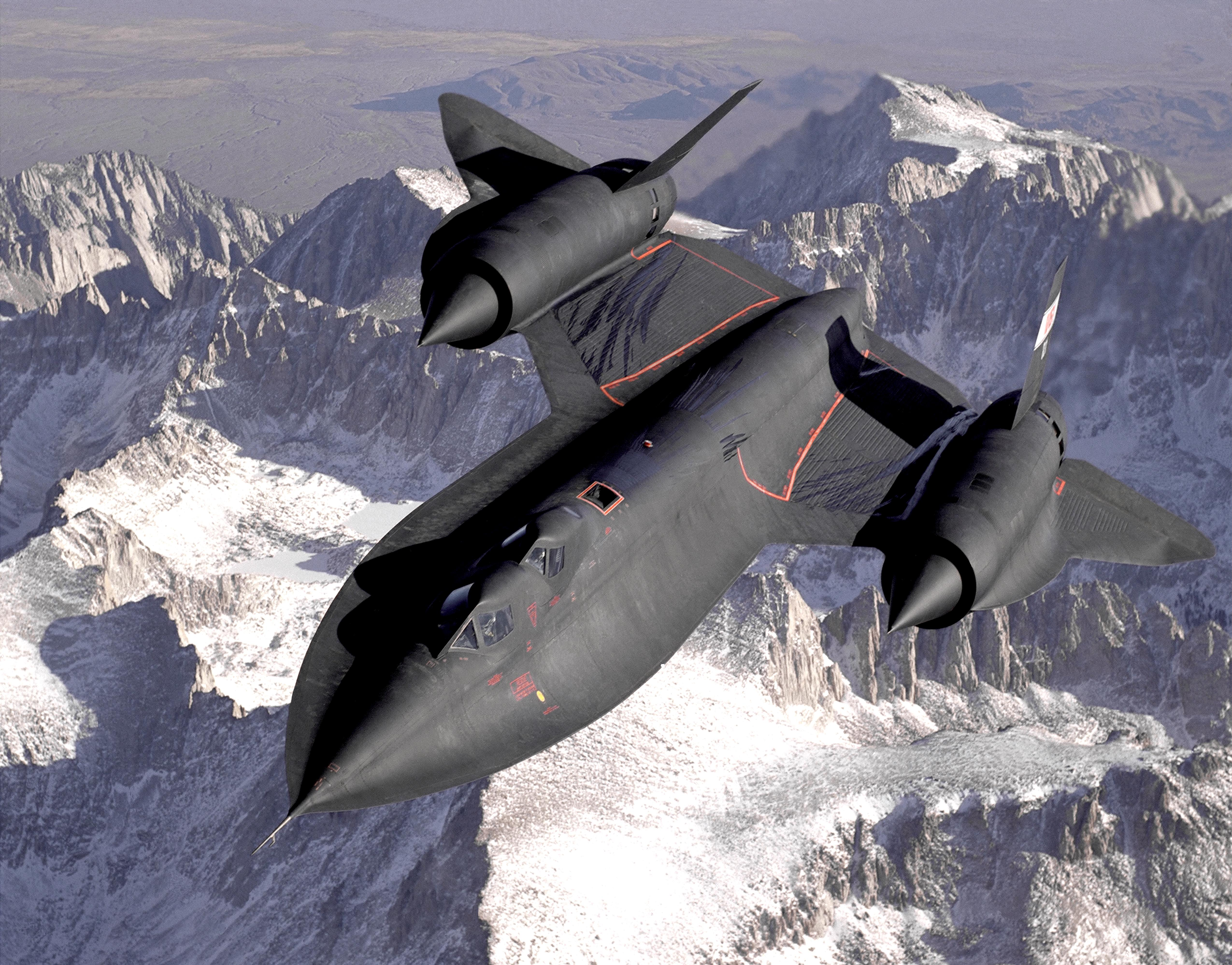
Lockheed SR-71 de 1964

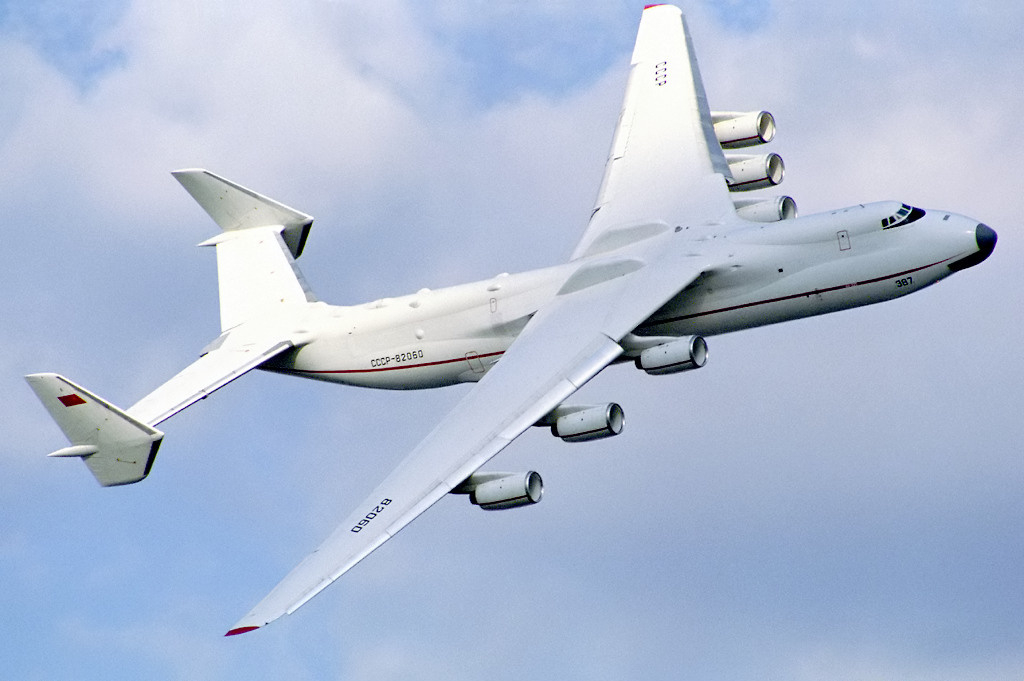
Antonov An-225 de 1988

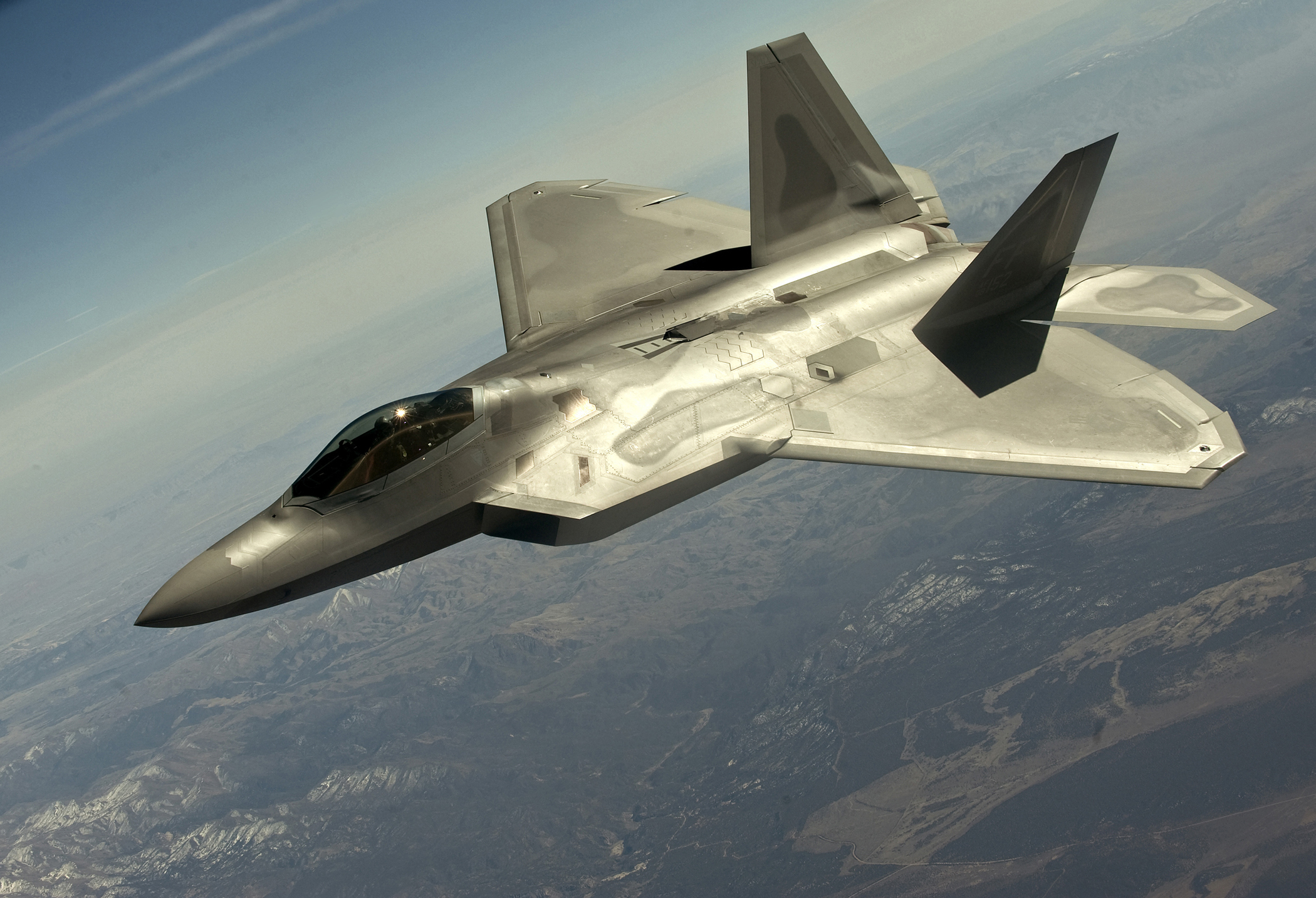
F-22 Raptor volando a velocidad supersónica. La invención del motor a reacción durante la Segunda Guerra Mundial revolucionó la aviación.

El sueño de volar se remonta a la prehistoria. Muchas leyendas y mitos de la antigüedad cuentan historias de vuelos como el caso griego del vuelo de Ícaro. En el siglo XI el monje, astrónomo y matemático Eilmer de Malmesbury se convirtió en uno de los primeros seres humanos de la historia en realizar un intento serio por volar .Leonardo da Vinci, entre otros inventores visionarios, diseñó un avión, en el siglo XV. Con el primer vuelo realizado por el ser humano por François de Rozier y el marqués de Arlandes (en 1783) en un aparato más ligero que el aire, un globo de papel construido por los hermanos Montgolfier, lleno de aire caliente, el mayor desafío pasó a ser la construcción de una máquina más pesada que el aire, capaz de alzar vuelo por sus propios medios.
Años de investigaciones por muchas personas ansiosas de conseguir esa valentía, generaron resultados débiles y lentos, pero continuados. El 28 de agosto de 1883, John Joseph Montgomery fue la primera persona en realizar un vuelo controlado con una máquina más pesada que el aire, un planeador. Otros investigadores que hicieron vuelos semejantes en aquella época fueron Otto Lilienthal, Percy Pilcher y Octave Chanute.
George Cayley, que sentó las bases de la aerodinámica, ya construía y hacía volar prototipos de aeronaves de ala fija desde 1803, y consiguió construir un exitoso planeador con capacidad para transportar pasajeros en 1853, aunque debido a que no poseía motores no podía ser calificado de «avión».
El primer avión propiamente dicho fue creado por Clément Ader, quien el 9 de octubre de 1890 consigue despegar y volar 50 metros con su Éole. Posteriormente repite la hazaña con el Avión II que vuela 200 m en 1892 y el Avión III que en 1897 vuela una distancia de más de 300 m. El vuelo del Éole fue el primer vuelo autopropulsado de la historia de la humanidad, y es considerado como la fecha de inicio de la aviación en Europa.
Según la Federación Aeronáutica Internacional (FAI), el 17 de diciembre de 1903, los hermanos Wright realizaron «el primer vuelo sostenido y controlado de un aerodino impulsado por un motor» durante 12 segundos y en el que recorrieron unos 36,5 metros.
Unos años más tarde, el 23 de noviembre de 1906, el brasileño Santos Dumont fue el primer hombre en despegar a bordo de un avión impulsado por un motor aeronáutico, estableciendo así el primer récord mundial reconocido por el Aéro-Club de France al volar 220 m en menos de 22 segundos. Voló una altura de 2 a 3 metros del suelo con su 14-bis, en el campo de Bagatelle en París. Santos Dumont fue así la primera persona en realizar un vuelo en una aeronave más pesada que el aire por medios propios, ya que el Kitty Hawk de los hermanos Wright necesitó de una catapulta hasta 1908.
En 1911 aparece el primer hidroavión gracias al estadounidense Glenn H. Curtiss; en 1913 el primer cuatrimotor, el «Le Grand», diseñado por el ruso Ígor Sikorski y en 1912, Juan Guillermo Villasana crea la hélice Anáhuac, fabricada de madera.
Tras la Primera Guerra Mundial, los ingenieros entendieron, que el rendimiento de la hélice tenía su límite y comenzaron a buscar un nuevo método de propulsión para alcanzar mayores velocidades. En 1930, Frank Whittle patenta sus primeros motores de turbina de compresor centrífugo y Hans von Ohain hace lo propio en 1935 con sus motores de compresor axial de turbina. En Alemania, el 27 de agosto de 1939 despega el Heinkel He 178 que montaba un motor de Ohain, realizando el primer vuelo a reacción pura de la historia.

## Estructura

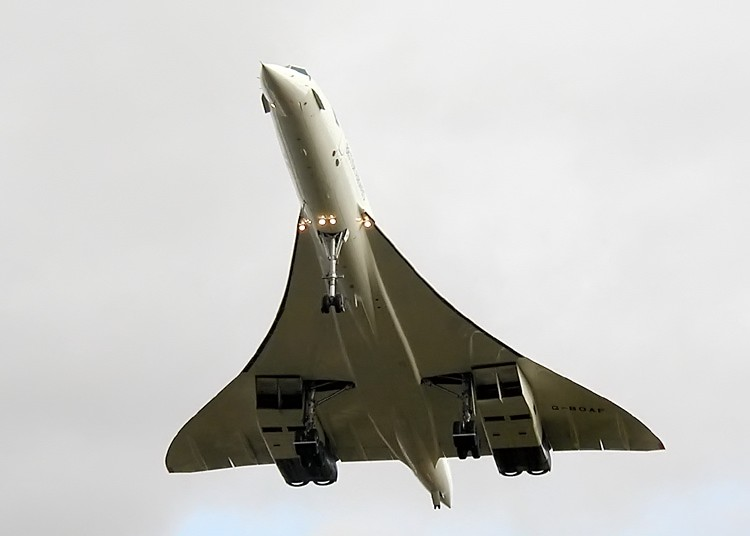
Avión supersónico Concorde

Los aeroplanos más conocidos y usados por el gran público son los de transporte de pasajeros, aunque la aviación general y la aviación deportiva se encuentran muy desarrolladas sobre todo en Estados Unidos. No todos los aviones tienen la misma estructura, aunque tienen muchos elementos comunes. Los aviones de transporte usan todos una estructura semimonocasco de materiales metálicos o materiales compuestos formada por un revestimiento, generalmente de aluminio que soporta las cargas aerodinámicas y de presión y que es rigidizado por una serie de elementos estructurales y una serie de elementos longitudinales. Hasta los años 30 era muy frecuente la construcción de madera o de tubos de aluminio revestidos de tela.
Las estructuras de los aparatos de aviación ligera o deportiva ligera se hacen cada vez más de fibra de vidrio y otros materiales compuestos.
Los principales componentes de los aviones son:

### Fuselaje

Algunos tipos de fuselajes:
1: Para vuelo subsónico. 2: Para vuelo supersónico de alta velocidad. 3: Para vuelo subsónico con fuselaje en góndola. 4: Para vuelo supersónico de gran maniobrabilidad. 5: Para hidroavión. 6: Para vuelo hipersónico.

El fuselaje es el cuerpo del avión al que se encuentran unidas las alas y los estabilizadores tanto horizontales como verticales. Su interior es hueco para poder albergar dentro a la cabina de pasajeros, la de mandos y los compartimentos de carga. Su tamaño, obviamente, vendrá determinado por el diseño de la aeronave.

### Superficies de sustentación
Una superficie de sustentación es cualquier superficie diseñada para obtener una fuerza de reacción cuando se encuentra en movimiento relativo con respecto al aire que la rodea. Dos ejemplos de superficies de sustentación son las alas de los aviones o la hoja del aspa de una hélice.

#### Alas

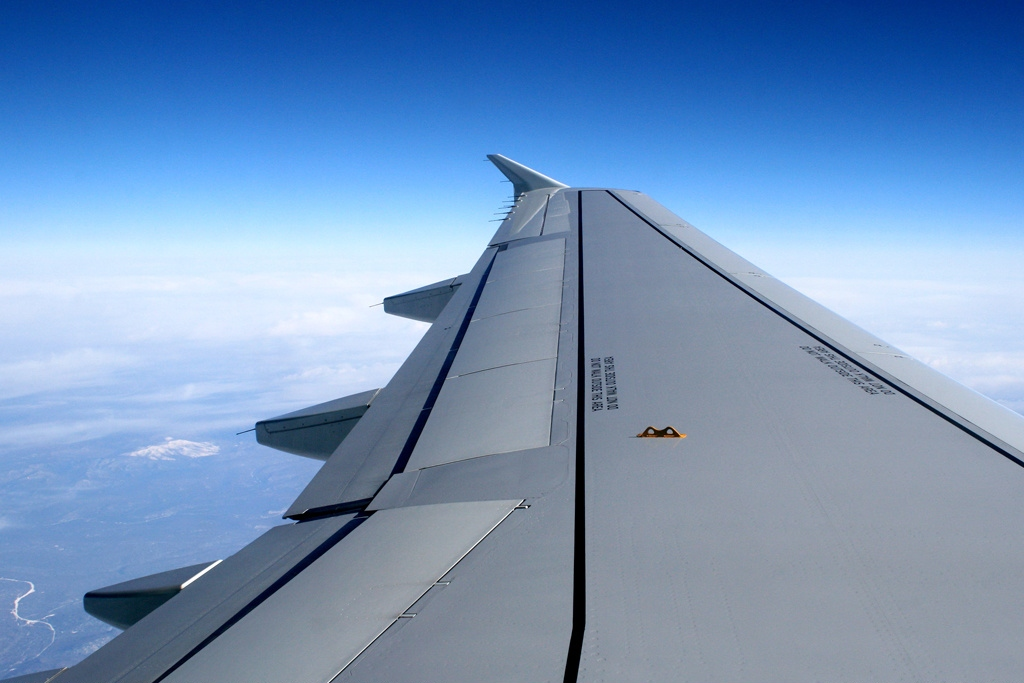
Ala de un Airbus A320.

Las alas, constituidas por una superficie aerodinámica que le brinda sustentación al avión debido al efecto aerodinámico, provocado por la curvatura de la parte superior del ala (extradós) que hace que el aire que fluye por encima de esta se acelere y por lo tanto baje su presión (creando un efecto de succión), mientras que el aire que circula por debajo del ala (que en la mayoría de los casos es plana o con una curvatura menor y a la cual llamaremos intradós) mantiene la misma velocidad y presión del aire relativo, pero al mismo tiempo aumenta la sustentación ya que cuando este incide sobre la parte inferior del ala contribuye a la sustentación, fuerza que contrarresta la acción de la gravedad. 

##### Partes importantes del ala
- Borde de ataque: Es la parte del ala que encara al viento cuando el avión se encuentra en vuelo, normalmente tiene una forma redondeada.

- Borde de salida o de fuga: Es la parte trasera del ala y es la última sección que pasa a través del aire, su forma normalmente es delgada y aplanada.

- Curvatura: Es la curva que forma la superficie de un ala, desde el borde de ataque hasta el borde de salida. La curvatura superior es la que describe sobre el extradós, Mientras que la curvatura inferior es la que describe sobre el intradós.

El ala está compuesta por una viga principal y una serie de costillas. La viga soporta las fuerzas de sustentación y carga, las costillas fuselan el ala para que adquiera una forma de perfil alar. Los materiales más usados antiguamente fueron la madera y la tela. Luego se comenzó a utilizar aluminio y finalmente los materiales compuestos como la fibra de vidrio y de carbono.
En las alas también se encuentran los tanques de combustible. La razón por la cual están ubicados allí es para que no influyan en el equilibrio longitudinal al irse gastando el combustible. Sirven de contrapesos cuando las alas comienzan a generar sustentación. Sin estos contrapesos y en un avión cargado, las alas podrían desprenderse fácilmente durante el despegue. También en la mayoría de los aeroplanos comerciales, el tren de aterrizaje principal se encuentra empotrado en el ala, así como también los soportes de los motores.

### Superficies de control
En determinadas partes de un vuelo la configuración del ala se hace variar mediante las superficies de control o de mando que se encuentran en las alas: los alerones, presentes en todo tipo de avión, más otros que no siempre se hallan presentes, sobre todo en aparatos más ligeros, aunque sí en los de mayor tamaño: son los flaps, los espóileres y los slats. Todas ellas son partes móviles que provocan distintos efectos en el curso del vuelo.

#### Alerones
Los alerones son superficies móviles que se encuentran en los extremos de las alas y sobre el borde de salida de estas. Son los encargados de controlar el desplazamiento del avión sobre su eje longitudinal al crear una descompensación aerodinámica de las alas, que es la que permite al aeroplano girar, ya que cuando se gira la palanca de mando hacia la izquierda el alerón derecho baja, creando más sustentación en el ala derecha, y el alerón izquierdo sube, desprendiendo artificialmente el flujo laminar del ala izquierda y provocando una pérdida de sustentación en esta; lo inverso ocurre cuando inclinamos la palanca de mando hacia la derecha. Todos los aviones presentan estas superficies de control primarias.
Además, y según su tamaño, las alas pueden llevar los siguientes dispositivos:

#### Flaps

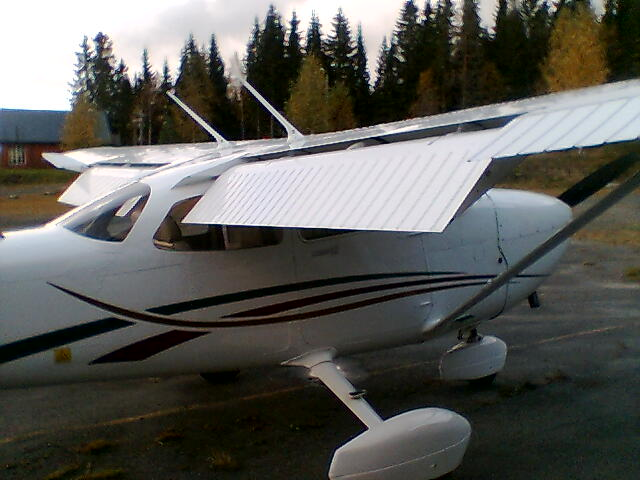
Flaps de un Cessna 172

Los flaps son dispositivos hipersustentadores que se encuentran ubicados en el borde de salida del ala; cuando están retraídos forman un solo cuerpo con el ala. Estos son utilizados en ciertas maniobras (comúnmente el despegue y el aterrizaje), en las cuales se extienden hacia atrás y abajo del ala a un determinado ángulo, aumentando su curvatura. Esto provoca una reacción en el perfil alar que induce más sustentación, o la misma con velocidad menor; al hacer que el flujo laminar recorra más distancia desde el borde de ataque al borde de salida, y proveyendo así de más sustentación a bajas velocidades y altos ángulos de ataque, al mismo tiempo los flaps generan más resistencia en la superficie alar, por lo que es necesario contrarrestarla, ya sea aplicando más potencia a los motores o disminuyendo el ángulo de ataque del avión. Este es con mucho el dispositivo hipersustentador más frecuente.
Además de estos, y a partir de un cierto tamaño de aparato, pueden existir los siguientes dispositivos hipersustentadores:

#### Espóileres

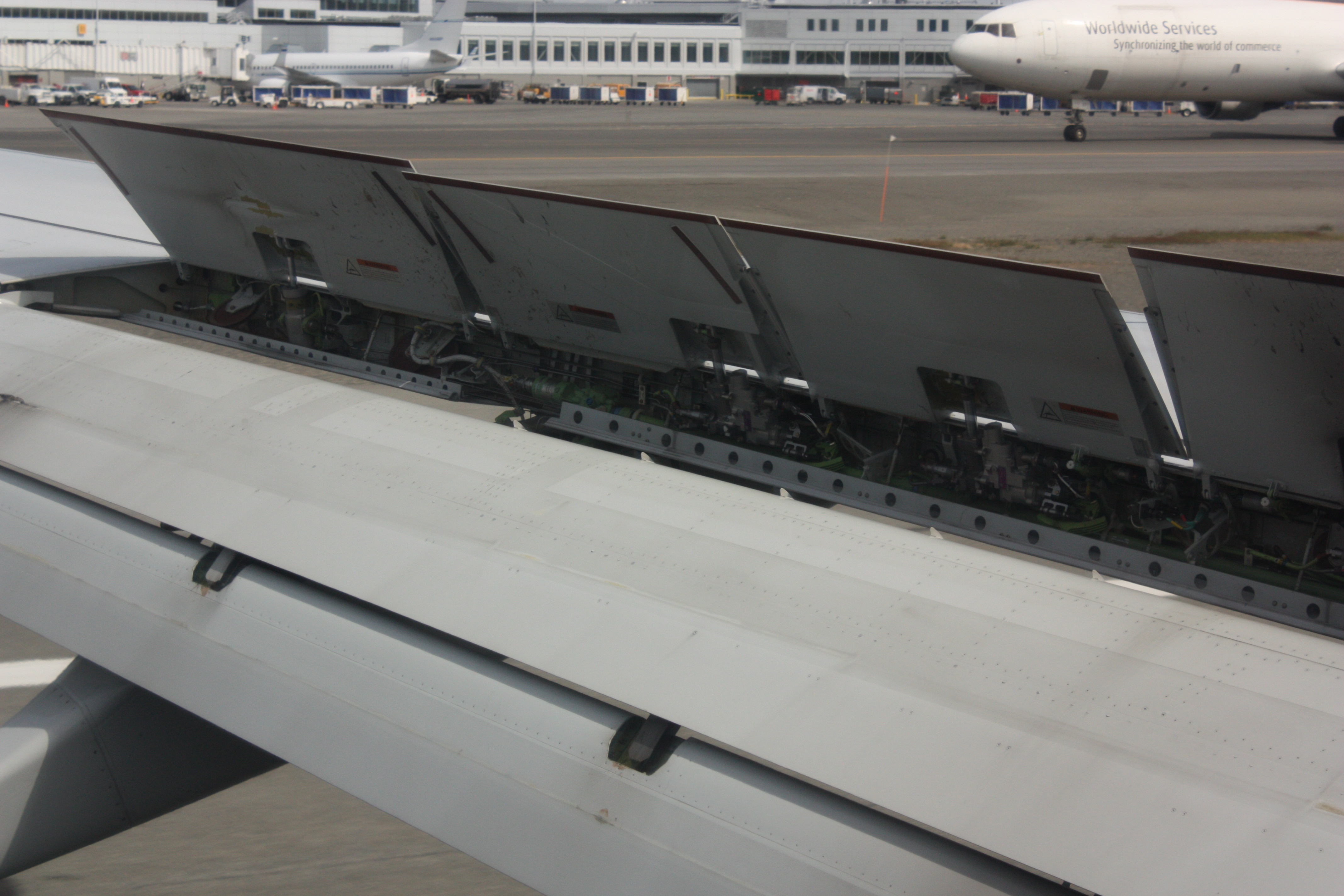
Espóileres de un Boeing 737

Los espóileres son superficies móviles dispuestas en el extradós. Su función es reducir la sustentación generada por el ala cuando ello es requerido, por ejemplo, para aumentar el ritmo de descenso o en el momento de tocar tierra. Cuando son extendidos, separan prematuramente el flujo de aire que recorre el extradós provocando que el ala entre en pérdida, una pérdida controlada podría decirse.
Además, al eliminar la sustentación generada por el ala, el peso del avión recae sobre las ruedas, provocando que los frenos –ubicados en el tren de aterrizaje– se lleven la mayor parte de la carga de frenado.

#### Frenos aerodinámicos
Los frenos aerodinámicos son parecidos a los spoilers con la única diferencia de que no cortan el flujo de aire en el ala. Por lo tanto no evitan la sustentación sino que aumentan la resistencia al viento, lo cual permite que la aeronave descienda sin acelerase. El freno aerodinámico sobresale por sobre el perfil alar, a diferencia del spoiler, o puede estar ubicado en el fuselaje.

#### Slats
Los slats, al igual que los flaps, son dispositivos hipersustentadores; la diferencia está en que los slats se encuentran ubicados en el borde de ataque, y cuando son extendidos aumentan aún más la curvatura del ala, impidiendo el desprendimiento de la capa límite aun con elevados ángulos de ataque; es decir, a velocidades reducidas.

#### Estabilizadores horizontales

Tipo de colas de avión: (A) estándar, (B) en forma de «T», (C) en forma de cruz, (D) con dos estabilizadores verticales en forma de «H», (E) con tres estabilizadores verticales, (F) en forma de «V».

Son dos superficies más pequeñas que las alas, situadas siempre en posición horizontal (generalmente en la parte trasera del fuselaje, y en distintas posiciones y formas dependiendo del diseño) que garantizan la estabilidad en el sentido longitudinal; es decir, garantizan un ángulo de ataque constante si el piloto no actúa sobre los mandos. En ellos se encuentran unas superficies de control esenciales que son los llamados timones de profundidad, con los cuales se controla la posición longitudinal del aparato, base de la regulación de la velocidad. Mediante el movimiento hacia arriba o hacia abajo de estas superficies, se inclina el avión hacia abajo o hacia arriba, lo que se llama control del ángulo de ataque, es decir, su posición respecto a la línea de vuelo. Este es el movimiento de «cabeceo».

#### Estabilizadores verticales
Es/son una(s) aleta(s) que se encuentra(n) en posición vertical en la parte trasera del fuselaje (generalmente en la parte superior). Su número y forma deben ser determinadas por cálculos aeronáuticos según los requerimientos aerodinámicos y de diseño, que aporta la estabilidad direccional al avión. En este se encuentra una superficie de control muy importante, el timón de dirección, con el cual se tiene controlado el curso del vuelo mediante el movimiento hacia un lado u otro de esta superficie, girando hacia el lado determinado sobre su propio eje debido a efectos aerodinámicos. Este efecto se denomina movimiento de «guiñada».

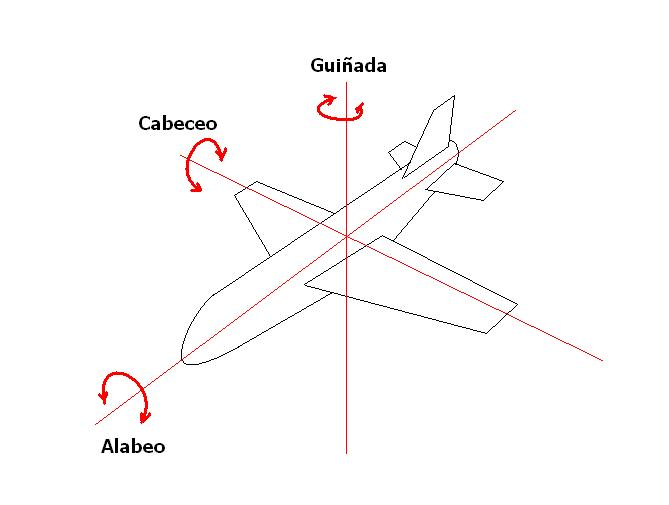
Los tres ejes de rotación principales de una aeronave

#### Acción de los componentes
Cada uno de estos componentes actúa sobre uno de los ángulos de navegación, que en ingeniería aeronáutica se denominan ángulos de Euler, y en geometría, ángulos de Tait-Bryan. Los ejes perpendiculares respecto de los que se realizan los giros en cada dirección son los ejes principales del avión, y los movimientos particulares se llaman alabeo (oscilación vertical alternada de las alas), cabeceo (oscilación vertical alternada de morro y cola) y guiñada (oscilación horizontal alternada de morro y cola).

Acción de alerones: alabeo.
Acción del timón de profundidad: cabeceo.
Acción del timón de dirección: guiñada.

### Grupo motopropulsor
Son los dispositivos cuya función es generar la tracción necesaria para contrarrestar la resistencia aerodinámica que se genera precisamente por la sustentación. Estos motores son largamente desarrollados y probados por su fabricante.
En el caso de los aviones sin motor o planeadores, la tracción se obtiene por el componente de la gravedad según el coeficiente de planeo.
Dentro del grupo motopropulsor existe una funcionalidad llamada reversa que sirva para invertir el empuje del motor y permitir que frene con mayor eficacia durante la carrera de aterrizaje. Esta funcionalidad la poseen los aviones de grandes prestaciones equipados con motores a reacción o turbohélices. El piloto una vez que el aeroplano ha tomado tierra sobre la pista y está rodando a gran velocidad, activa la reversa, un mecanismo mecánico hace que el aire de los motores que se desprendía hacia atrás, salga ahora en dirección contraria y contribuya al frenado del avión.

### Tren de aterrizaje

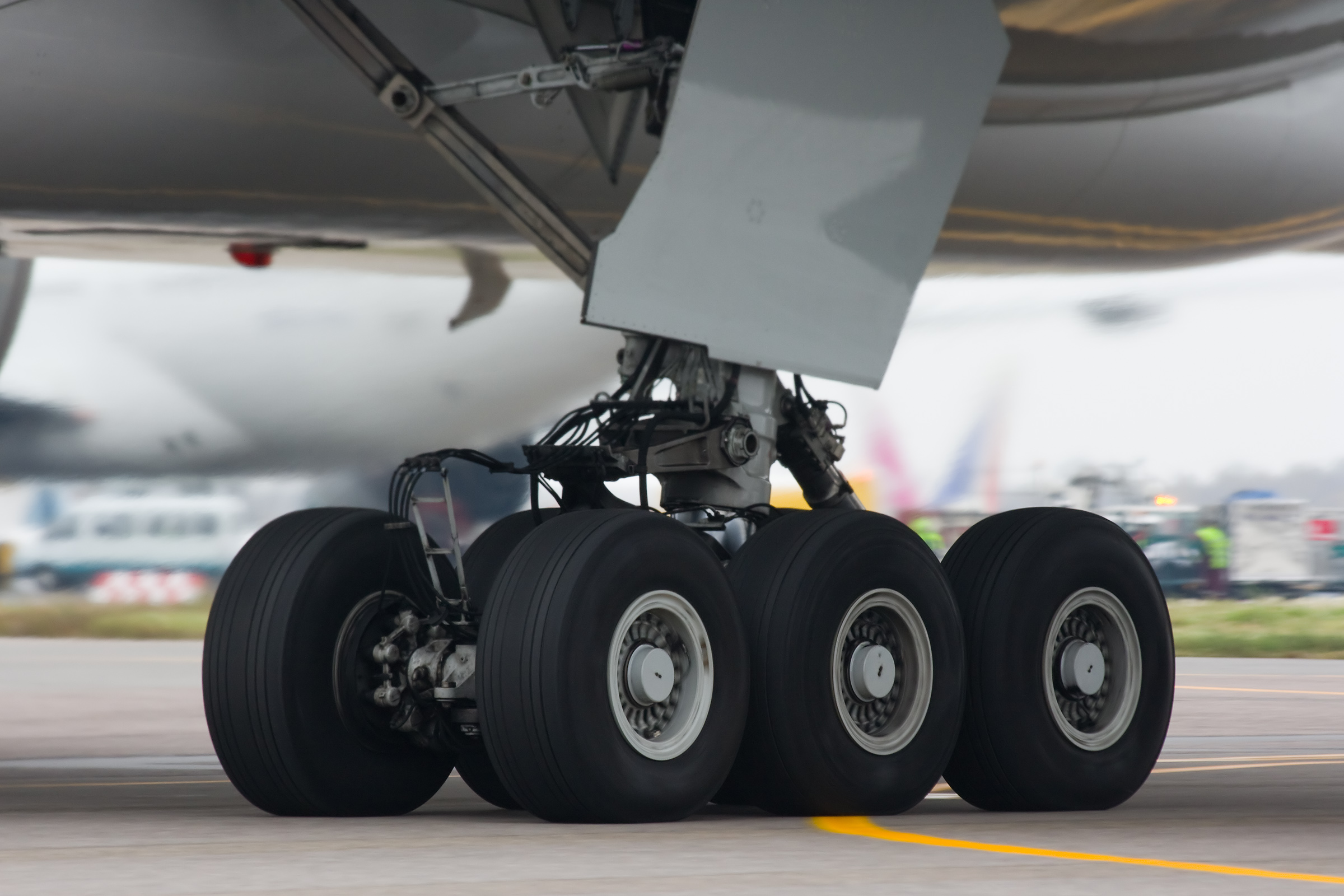
Tren de aterrizaje de un Boeing 777

Los trenes de aterrizaje son unos dispositivos, bien fijos (aviación ligera) o bien móviles y retráctiles para que la aeronave se desplace por tierra, que no es su elemento natural. Permiten que la aeronave tenga movilidad en tierra. Existen varios tipos de trenes de aterrizaje, pero el más usado en la actualidad es el de triciclo, es decir, tres componentes, uno en la parte delantera y dos en las alas y parte de compartimientos dentro del ala y del fuselaje protegidos por las tapas de los mismos que pasan a formar parte de la aeronave, En el caso de que los trenes permanecieran en posición abierta generarían gran resistencia aerodinámica al avión, reduciendo su rendimiento y la velocidad, provocando un mayor uso de combustible. No todos los aviones tienen la capacidad de retraer sus trenes, sobre todo los más ligeros y económicos, incluso de transporte de pasajeros.

### Instrumentos de control

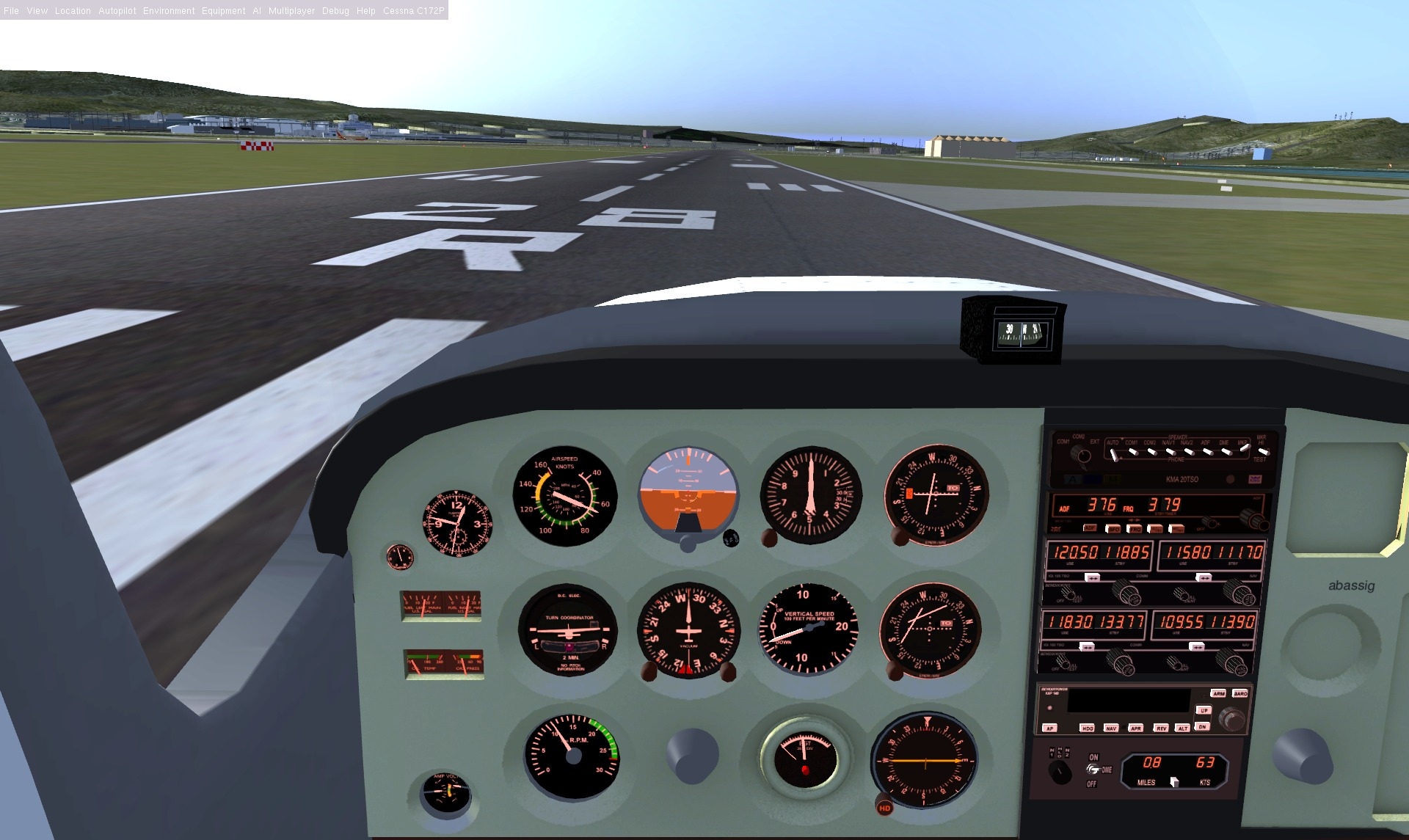
Simulador de vuelo FlightGear

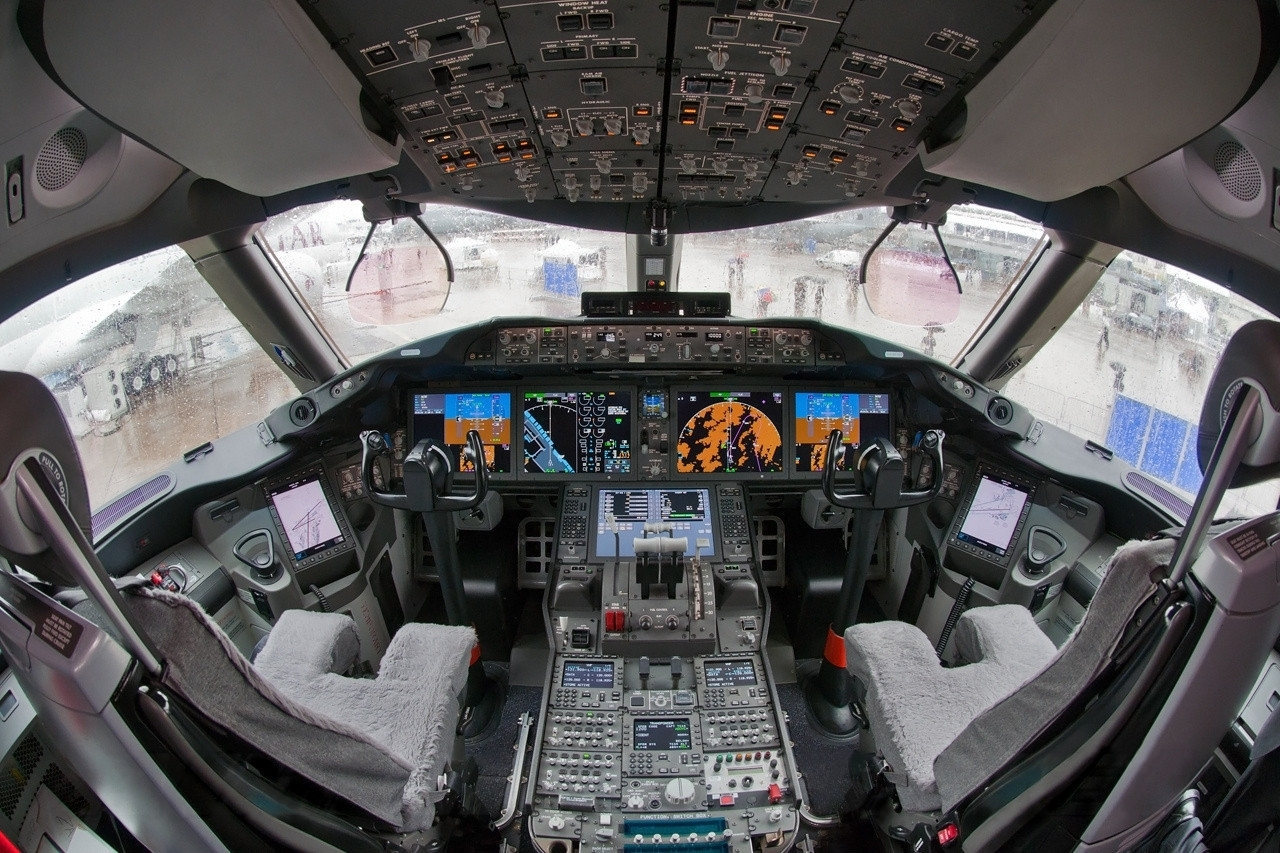
Cabina de vuelo de un Boeing 787

Son dispositivos tanto mecánicos como electrónicos (aviónica) que permiten al piloto tener conocimiento de los parámetros de vuelo principales, como la velocidad, altura, rumbo, ritmo de ascenso o descenso, y del estado de los sistemas del avión durante el vuelo, como los motores, el sistema hidráulico, el eléctrico, las condiciones meteorológicas, el rumbo programado del vuelo, la ruta seguida.

## Aviación comercial

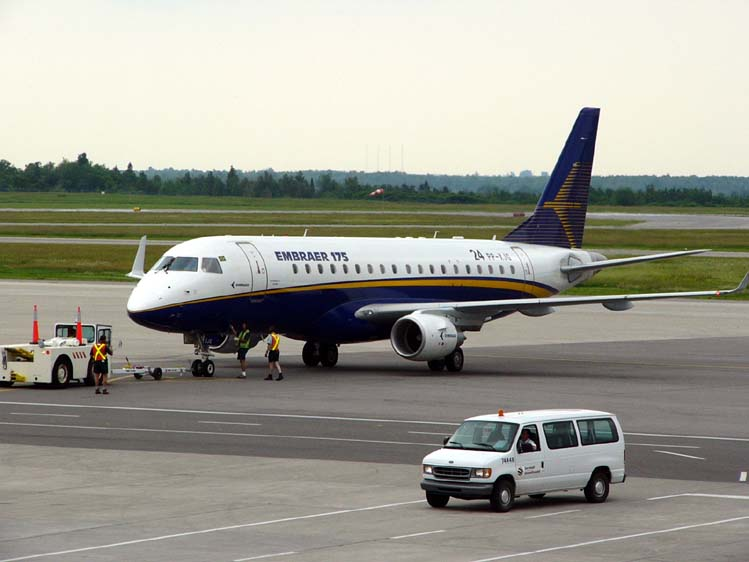
Embraer-175 de la empresa Embraer.

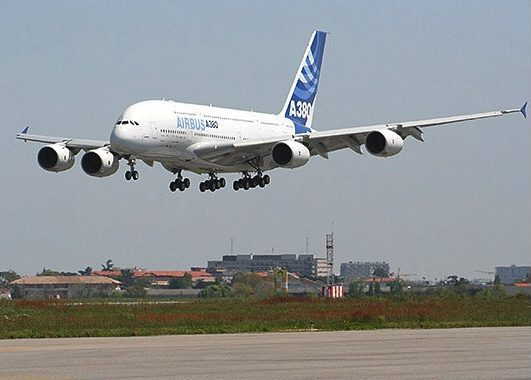
Airbus A380, avión comercial con mayor número de plazas.

La aviación comercial es una actividad que hacen las compañías aéreas, dedicadas al transporte aéreo bien de personas, bien de mercancías. En 1919 nacen las primeras compañías aéreas, KLM (7 de octubre - Países Bajos) en Europa y Avianca (5 de diciembre - Colombia) en América.
Lo que determina si un vuelo pertenece a la categoría de «aviación comercial» es el propósito del vuelo, no el tipo de avión o el piloto. Así puede que un Cessna 150 funcionando como aerotaxi se considere aviación comercial mientras que un Airbus A319 ACJ utilizado por sus dueños se considere un transporte privado.
Los aviones de transporte de pasajeros, también denominados aviones comerciales son los que las compañías aéreas usan explícitamente para el transporte de pasajeros. Se suelen dividir en dos categorías; aviones de pasillo único o fuselaje estrecho, con un diámetro de fuselaje entre 3 y 4 metros de anchura y aviones de pasillo doble o fuselaje ancho con un fuselaje de entre 5 y 6 metros.
Uno de los aviones de pasillo único más vendidos en el mundo es el Boeing 737. El avión de pasajeros con mayor capacidad de transporte de viajeros es el Airbus A380, avión que puede llegar a transportar alrededor de 800 personas, en vez de las aproximadamente 500 que lleva un 747. El Boeing 747 fue presentado por primera vez en el año 1969.
No obstante, el avión más grande que se haya construido data de los años 1940 y fue diseñado por Howard Hughes, el magnate de la aviación. Denominado Hércules H4, o simplemente «Spruce Goose» es el hidroavión con mayor envergadura alar y altura del mundo. Propulsado por 8 motores de hélice, este avión solo realizó su vuelo inaugural, con Howard Hughes como piloto. En la actualidad esta aeronave se encuentra en relativamente buenas condiciones de conservación en el Evergreen Aviation Museum.
En la era moderna, el aeroplano más grande del mundo era el Antonov An-225 Mriya, construido en la Unión Soviética en 1988. Este avión se consideraba una reliquia porque solo fue fabricado uno debido a la caída de la Unión Soviética, sin embargo, la única unidad existente fue destruida tras quedar atrapada en el fuego cruzado en el aeropuerto de Antonov, cerca de Kiev, durante el conflicto entre Rusia y Ucrania en febrero de 2022.